# Merringgaard
Merringgaard er en gammel Sædegård. Gården ligger ca. 10 km vest for Horsens i Korning Sogn i Hedensted Kommune. Hovedbygningen er opført i 1855 og tilbygget i 1865. Merringgaard Gods er på 130,6 hektar

## Ejere af Merringgaard
- (1500-1520) Hartvig Hennekesen Limbek
- (1520-1543) Henning Volstrup
- (1543-1561) Niels Skeel
- (1561-1565) Hans Nielsen Skeel
- (1565-1578) Karen Krabbe gift Skeel
- (1578-1579) Frederik II
- (1579-1590) Søren Pedersen Mund
- (1590-1630) Iver Pedersen Mund
- (1630-1660) Peder Iversen Mund
- (1660-1679) Joachim Christiopher Rachow
- (1679-1684) Oluf Munk Lange
- (1684-1685) Mourids Hansen Høyer
- (1685-1687) Niels Jensen Ussing
- (1687-1700) Jørgen Ibsen Hjerrild
- (1700-1716) Niels Jensen Ussing
- (1716-1729) Clemens Nielsen Ussing
- (1729-1745) Andreas Schiernbech
- (1745-1761) Gerhard Hansen de Lichtenberg
- (1761-1777) Joachim de Lichtenhielm
- (1777-1805) Christian Christoffer von Gersdorff
- (1805-1853) Joseph Louis Bruno David De Serène D`Acqueria
- (1853-1880) Oscar Ferdinand De Serène D`Acqueria
- (1880-1895) Cathrine Elisabeth Rosenørn gift De Serène D`Acqueria
- (1895-1911) Frederik Glud
- (1911-1918) Robert Ric-Hansen
- (1918-1926) Erik Henningsen
- (1926-1930) Konsortium
- (1930) Knud Carlsen
- (1930) Karup
- (1930-1932) Peter Christopher de Neergaard
- (1932-1933) Jydsk Landhypoteforening
- (1933-1959) O. Hobolt Jensen
- (1959-1970) H. Vestergaard Frandsen
- (1970-1997) Jens-Birger Anders Rahbek / O. J. Rahbek
- (1997-) Jens-Birger Anders Rahbek